# Индустријска зона III (Палермо)
Индустријска зона III је насеље у Италији у округу Палермо, региону Сицилија.
Према процени из 2011. у насељу је живело 7 становника. Насеље се налази на надморској висини од 199 м.